# Weinort
Als Weinort, Weinbauort, Weindorf, Winzerort oder Winzerdorf werden Orte bezeichnet, in denen großflächig Weinbau betrieben wird und dieser landschaftsprägenden Charakter hat. Oft lebt ein nicht unerheblicher Teil der Bevölkerung vom Weinbau, vom Weinbau- und Kellereibedarf, vom Weinvertrieb, von der Weingastronomie und vom Tourismus rund um den Wein. Auch Forschung und Lehre in Bezug auf den Wein hat an einigen Orten große Bedeutung, wie etwa in Geisenheim.
Orte, in denen Weinbau betrieben wird, sowie wirtschaftliche und touristische Publikationen betreffend solche Orte benutzen gerne aus werblichen Gründen die Bezeichnung Weinstadt, Weindorf, Weinort, Winzerdorf und ähnlich. In Österreich werden rechtlich aber nur ganze Gemeinden als Weinbaugemeinden bezeichnet.
Der Begriff Weinort ist bereits bei Hippolyt Guarinoni im Jahr 1610 nachgewiesen.